# Asplenium micantifrons
Asplenium micantifrons là một loài dương xỉ trong họ Aspleniaceae. Loài này được Tuyama ex H. Ohba mô tả khoa học đầu tiên năm 1971.
Danh pháp khoa học của loài này chưa được làm sáng tỏ. 